# Kawakami (Nagano)
Kawakami (川上村 Kawakami-mura?) es una villa en la prefectura de Nagano, Japón, localizada en la parte central de la isla de Honshū, en la región de Chūbu. El 1 de marzo de 2021 tenía una población estimada de 3830 habitantes y una densidad de población de 18 personas por km².

## Geografía
Kawakami se encuentra en la parte montañoso del este de la prefectura de Nagano, bordeada por la prefectura de Yamanashi al sur, la prefectura de Gunma al norte y la prefectura de Saitama al este. El monte Kinpu (2499 metros) se encuentra en parte dentro de esta villa. La fuente del río Chikuma, el río más largo de Japón, se encuentra en Kawakami. Este hecho es un motivo de orgullo local. Gran parte de la villa se encuentra dentro de los límites del parque nacional Chichibu Tama Kai.

## Historia
El área actual de Kawakami era parte de la antigua provincia de Shinano. Se han encontrado ruinas del período Jomon, el período Kofun y el período Nara dentro de las fronteras de la aldea, lo que indica un asentamiento continuo durante miles de años. La actual villa de Kawakami se creó el 1 de abril de 1889.

## Demografía
Según los datos del censo japonés, la población de Kawakami se ha mantenido relativamente estable en los últimos 50 años.
| Gráfica de evolución demográfica de Kawakami entre 1940 y 2015 |
|                                                                |
| Oficina de Estadísticas de Japón                               |

## Economía
Kawakami es una localidad importante en la producción de lechuga, con un ingreso anual promedio de más de 25 millones de yenes.